# Mónica Vásquez Baquero
Mónica Vásquez Baquero, nacida en Quito (1949), es la primera mujer Directora de cine del Ecuador.  Sus producciones han destacado a nivel nacional e internacional, obteniendo doce premios en prestigiosos festivales internacionales de cine (Alemania, España, Checoslovaquia) y varias distinciones (una en Ecuador).

## Biografía
Estudió periodismo en la Universidad Central del Ecuador , aunque no ejerció esa profesión.
En 1972 fue redactora de la “Prensa Obrera” órgano de difusión del Movimiento Obrero del Ecuador. Colabora con Ulises Estrella en el Departamento de Cine de la Universidad Central del Ecuador, haciendo difusión de filmes en pueblos y comunidades indígenas y mestizas, así como en sindicatos.
Es autodidacta.  Como asidua asistente del Cine Club Universitario de la Universidad Central del Ecuador, se nutre viendo filmes de ficción entre ellos los del Nuevo Cine Latinoamericano, Expresionismo alemán, el Neorrelismo Italiano, entre otros.  A la vez escribe crítica de Cine en el Diario “El Comercio” y en la Revista especializada en cine “Cine Ojo”.
Desde 1977 a 1982 colabora en varias producciones cinematográficas con directores nacionales y extranjeros:  Coordinadora de programación del Gupo UKAMAU de Bolivia dirigido por Jorge Sanjinés; hace producción en el documental “Cartas al Ecuador” (Ulises Estrella, 1981) y en el filme “Don Eloy” (Camilo Luzuriaga, 1981)[7].
En 1982 trabaja como script girl en: el largometraje de ficción “Melgar”  del director peruano Federico García; en el largometraje de ficción “Mi tía Nora” del director argentino Jorge Prelorán; y en el largometraje de ficción “Dos para el camino”[10] del director ecuatoriano Jaime Cuesta.
En 1983 empezó a dirigir documentales hasta 1991.  Al mismo tiempo trabajó para otros cineastas nacionales y extranjeros en diferentes labores.  En total dirigió e hizo el guion de nueve cortos documentales, algunos de ellos ganadores de premios internacionales.
Entre 1992 y 2023, deja el Ecuador y  vive en varios países: Argelia, Filipinas y Alemania.  Actualmente vive en Quito.

## Obras, premios, distinciones
En 1983
- Dirige su primer corto documental “Camilo Egas, el pintor de nuestro tiempo” (guión y dirección).  Filme sobre la obra del pintor ecuatoriano Camilo Egas basado en el testimonio de Raúl Andrade(periodista y dramaturgo ecuatoriano).

- Hace producción en el corto de ficción “Creo en la vida” del director ecuatoriano Gustavo Corral; y

- Colabora en el filme documental “Las banderas del Amanecer” de los bolivianos Jorge Sanjinés y Beatriz Palacios.

En 1984
- Filma el documental “Madre Tierra” (guión dirección). Sobre la conservación de los suelos con técnicas tradicionales y actuales para el buen uso de las tierras cultivables en la sierra andina y el significado de la tierra como la madre, la que les da el sustento de vida.
  - Premio CINED otorgado al mejor film didáctico por el Ministerio de educación de Cuba.
  - Mención especial en el Festival Internacional del Nuevo Cine. Latinoamericano de La Habana, por la Federación de Cine Clubes.
  - Premio "ESPIGA DE ORO", en el Festival Mundial de Cine Agrario en Berlín Occidental (1984).
  - Premio "TORRE DE BRONCE" de la sección Campo en General en el octavo Certamen Internacional de Cine Agrario de Zaragoza-España (1985).
  - Premio del Jurado Internacional "Agrofilm" en Nitra-Cheslovaquia (1985).

En 1985
- Guión y dirección del cortometraje documental “Éxodo sin ausencia”, que trata sobre la migración de campesinos indígenas de la comunidad de Puesetus, de la provincia de Chimborazo al barrio de "El Panecillo" en Quito.
  - “Exodo sin ausencia” Fue seleccionada para participar en el Festival Internacional de cine de Leipzig, República Democrática Alemana (RDA).
  - Seleccionada para participar en I Festival latinoamericano de pueblos Indígenas, México.

En 1986:
- Guión y Dirección del cortometraje documental “La otra luz”.  Trata sobre la readaptación de personas que pierden la vista como consecuencia de la ingesta de alcohol metílico.

En 1987:
- Guión y Dirección del cortometraje documental “Tiempo de Mujeres”.  Trata sobre las mujeres que en un pequeño pueblo de la provincia de Azuay (Santa Rosa) quedan a cargo de su familia, su hogar y su pueblo; mientras lo hombres migran a los Estados Unidos de Norteamérica.
  - Seleccionada para participar en el Festival de Leipzig, RDA, 1987.
  - Premio del Comité organizador del 33 Festival internacional de cortometraje de Alemania Occidental, Oberhausen, 1988.
  - Seleccionada en el Festival Cinema du Reel, París – Francia, con invitación personal, 1989.
  - Seleccionada en el Festival “TAM.TAM video”, Roma Italia, con invitación personal, 1989.
  - Seleccionada para la X Exhibición Especial de cine latinoamericano en el XII Festival del Cine de Mujeres en Creteil – Francia, 1990.
  - Seleccionada en el Festival de cortometraje en Clermont – Ferrand, Francia, 1990.
  - Recibe distinción especial del Jurado en el XIII Festival Internacional de cine Latinoamericano La Habana – Cuba, 1990.

En 1988:
- Guión y Dirección del cortometraje documental “El Sueño Verde”.  Campesinos de la provincia de Loja – Ecuador sin tierra, emigran como colonos a la provincia amazónica de Napo (Lumbaqui); un nuevo hogar, distinto; donde se confrontan con la necesidad de cultivar y a la vez conservar un sistema ecológico delicado como es la selva amazónica.
  - Premio Osiris de la Organización Mundial de Alimentos de Naciones Unidas (FAO) en el V Festival Agrofilm en Nitra – Checoslovaquia.
  - Guión y dirección del corto documental “Nuestra Fiesta”.  En la comunidad indígena de Puesetus (provincia de Chimborazo), hacen una fiesta para celebrar la unión de toda la comunidad con la visita de los familiares que han migrado a Quito (El Panecillo).
  - Participa como Asistente de Dirección del filme de ficción “Tren al cielo” del director sueco Torgny Andemberg.
  - Participa como jurado en el género documentales y filmes de animación en el X Festival Latinoamericano de cine en La Habana – Cuba.

En 1990:
- Asistente de dirección del largometraje de ficción “En la Mitad del Mundo” del director alemán Hans Helmut Grotjhan.
- Participa como jurado en el género documentales en video en el XII Festival de cine Latinoamericano de La Habana – Cuba.

En 1991:
- Guión y Dirección del cortometraje documental “De trabajos y nostalgias”.  Esta película se rueda en Nueva York, donde viven los familiares de las protagonistas del filme “Tiempo de mujeres”.  En un éxodo forzoso que, para la mayoría, no tiene un regreso, reproduce la noción de “ser ecuatoriano” como un intento de no perderse en el anonimato.

- Guión y Dirección del cortometraje documental “Madre Tierra II”.  Comunidades campesinas de los Andes ecuatorianos, conscientes de cuidar la tierra para su sustento de vida, hacen uso de formas agrícolas tradicionales como las terrazas de cultivo incaico, así como nuevas técnicas de conservación.

En 1992
- “Madre Tierra II” participa en la XVII Certamen Internacional de cine en la Semana Verde de Berlín, 1992, Madre Tierra II y gana tres premios:
  - Premio “Espiga de Oro”
  - Premio Osiris concedido por la FAO
  - Premio especial de la Deutsche Fernseh – Transkription mbH TRANSTEL.

2017
- Recibe la Condecoración "Matilde Hidalgo de Prócel" al mérito cultural, otorgado por la Asamblea Nacional del Ecuador.

2021
- Le declaran miembro honorario de la Asociación de documentalistas del Ecuador (ADEC)[7]

Sus películas se encuentran disponibles en el acervo fílmico de la Cinemateca Nacional “Ulises Estrella” de la Casa de la Cultura Ecuatoriana.

Referencias
1. ↑  de la Vega Velástegui, Paola (2020). «Retrospectiva precursora del cine documental Mónica Vásquez». Cinemateca Nacional del Ecuador "Ulises Estrella". Consultado el 23 de noviembre de 2024.
2. 1 2  Vásquez, et. al., Teresa (1986). «Cronología de la cultura cinematográfica (1849 - 1986)». Serie: Historia del Cine en el Ecuador.
3. ↑  «Cartas al Ecuador».
4. ↑  «Melgar».
5. ↑  «Mi tía Nora».
6. ↑  «Dos para el camino».
7. ↑  «Asociación de documentalistas del Ecuador».

- Datos: Q85875355